# Evangelii praecones
Evangelii Praecones (Heralds de l'Evangeli) és la vintena encíclica publicada pel Papa Pius XII el 2 de juny de 1951.

## Contingut
L'encíclica parla de l'increment de l'activitat missionera en el vint-i-cinquè aniversari de la Rerum Ecclesiae del papa Pius XI:
- I. Progrés
- II. Persecució
- III. El treball a fer
- IV. El missioner
- V. El propòsit de les missions
- VI. El clergat indígena
- VII. Acció catòlica a les missions
- VIII. Escoles i premsa
- IX. Assistència sanitària
- X. Assistència social
- XI. Contra l'exclusivitat territorial i jurisdiccional
- XII. El respecte pel que és bo en la civilització i en els costums de diversos pobles
- XIII. Les exposicions missioneres dels anys sants 1925 i 1950
- XIV. La Unió Missionera dels Clergues i les Obres de Cooperació Missionera Pontificia
- XV. Crida a tot el món catòlic.